# Sara Gilbert
Sara Gilbert (właśc. Sara Rebecca Abeles, ur. 29 stycznia 1975 w Santa Monica w Kalifornii) – amerykańska aktorka, znana między innymi z roli Pauli Schaeffer w serialu 24 godziny oraz jako Darlene Conner-Healy w amerykańskim serialu komediowym Roseanne, w którym grała w latach 1988–1997.

## Życie prywatne
Sara Gilbert jest lesbijką. Od 2002 do 2011 roku związana była z producentką telewizyjną Allison Adler. Para wspólnie wychowuje dwójkę dzieci: chłopca Leviego Hanka, który urodził się w październiku 2004 roku, oraz dziewczynkę Sawyer, urodzoną 2 sierpnia 2007 roku. Od 2011 roku związana z byłą wokalistką 4 Non Blondes Lindą Perry. 

Siostra aktorów Melissy i Jonathana Gilbertów, adoptowanych przez jej matkę i jej pierwszego męża; aktora Paula Gilberta, jeszcze przed jej narodzinami.

## Filmografia
- 2007–2016: Teoria wielkiego podrywu, jako Leslie Winkle
- 2005: Twins, jako Mitchee Arnold
- 2001: Chłopaki mojego życia, jako Tina
- 2001: 24 godziny, jako Paula Schaeffer
- 2000: Przeboje i podboje, jako Annaugh Moss
- 2000–2001: Welcome to New York, jako Amy Manning
- 2000: Życie chłopców 3, jako Emily
- 2000: Życie przede wszystkim, jako Charlayne
- 1999: Zbuntowana klasa, jako Lynn Sabatini
- 1999: Wojna na grzebienie, jako Gretle Dickens
- 1992: Trujący bluszcz, jako Sylvie Cooper (nominacja do Film Independent's Spirit Award na festiwalu w Sundance)
- 1988–1997: Roseanne, jako Darlene Conner